# Орхоменос
Орхомено́с (греч. Ορχομενός) — малый город в Греции, на месте древнего города Орхомена. Расположен на высоте 100 метров над уровнем моря, на левом берегу Кифисоса, в 11 километрах к северо-востоку от Левадии и в 86 километрах к северо-западу от центра Афин, площади Омониас. Административный центр общины одноимённой общины (дима) в периферийной единице Беотии в периферии Центральной Греции. Население 5238 жителей по переписи 2011 года. Площадь 43,431 квадратного километра.
К юго-западу от города проходит национальная дорога 3 Фивы — Левадия — Ламия. К востоку от города проходит автострада 1 Пирей — Афины — Салоники — Эвзони, часть европейского маршрута E75.

## История

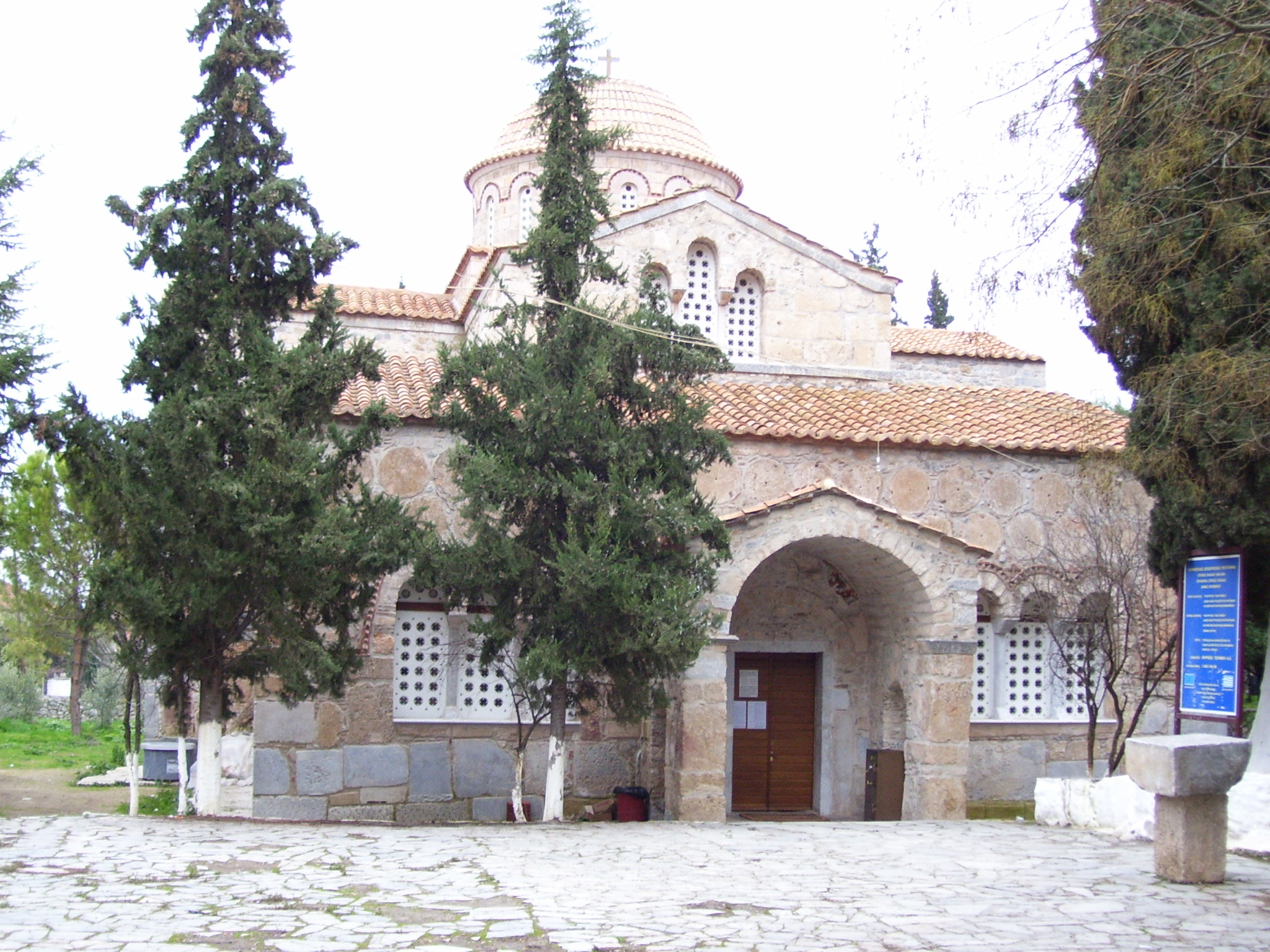
Монастырь Панайия в Скрипу IX века

Древний город Орхомен (др.-греч. Ὀρχομενός) для отличия от другого Орхомена, расположенного в Аркадии, назывался Минийским (Μῐνύειος), по одной версии принадлежал племени минийцев (миниев), обитавшего в Греции ещё до прихода греков, по другой — по имени царя Миния и сына его Орхомена.
Город был расположен в плодородной долине, при впадении Кифисоса в озеро Копаиду, осушенное в XIX веке, но позднее, вследствие образовавшихся здесь болот, был перенесен на северо-запад, на склон горы Аконтиона (Аконтия).
Археологические находки свидетельствуют о существовании поселения на месте Орхоменоса со времени неолита. К этому периоду относятся круглые хижины диаметром 2—6 метров. К раннему бронзовому веку (2800—1900 до н. э.) относятся сводчатые дома. В бронзовом веке (3—2-е тысячелетие до н. э.) Орхомен был центром развитой цивилизации. Дворец и гробница-толос свидетельствуют о сильном городе в микенский период. В этот период Орхомен владел почти всей Западной Беотией, включая Галиарт (Алиартос), Коронею (Коронию), Лебадию и Херонею. Гомер упоминает Орхомен в «Списке кораблей» как участника троянского похода, который послал под Трою 30 кораблей. В историческое время город был известен культом Харит. Их святилище находилось на месте современного монастыря Панайия в Скрипу. В их честь устраивалось празднество Харитесии (Χαριτήσια) . При Эпаминонде (IV век до н. э.) Фивы отобрали у Орхомена принадлежавшие ему города и заставили его вступить в Беотийский союз под главенством Фив. В Коринфской войне Орхомен выступал на стороне Спарты и около 364—363 до н. э. был разрушен фиванцами. С 353 до н. э. начал восстанавливаться фокейцами, при македонских царях Филиппе II и Александре усилился, но прежнего значения уже не приобрёл. Сохранились стены акрополя эллинистического периода.
В 85 году до н. э. у Орхомена произошла битва, в которой Сулла победил Митридата VI Евпатора.
В IX веке был построен монастырь Панайия в Скрипу (Μονή Παναγίας Σκριπούς, Успения Богородицы).
Современный город Орхоментос создан 3 ноября 1961 года при слиянии двух деревень — Атамаса (Αθάμας, до 5 марта 1955 года — Скрипу, Σκριπού) и Петромагулы (Πετρομαγούλα).

## Достопримечательности

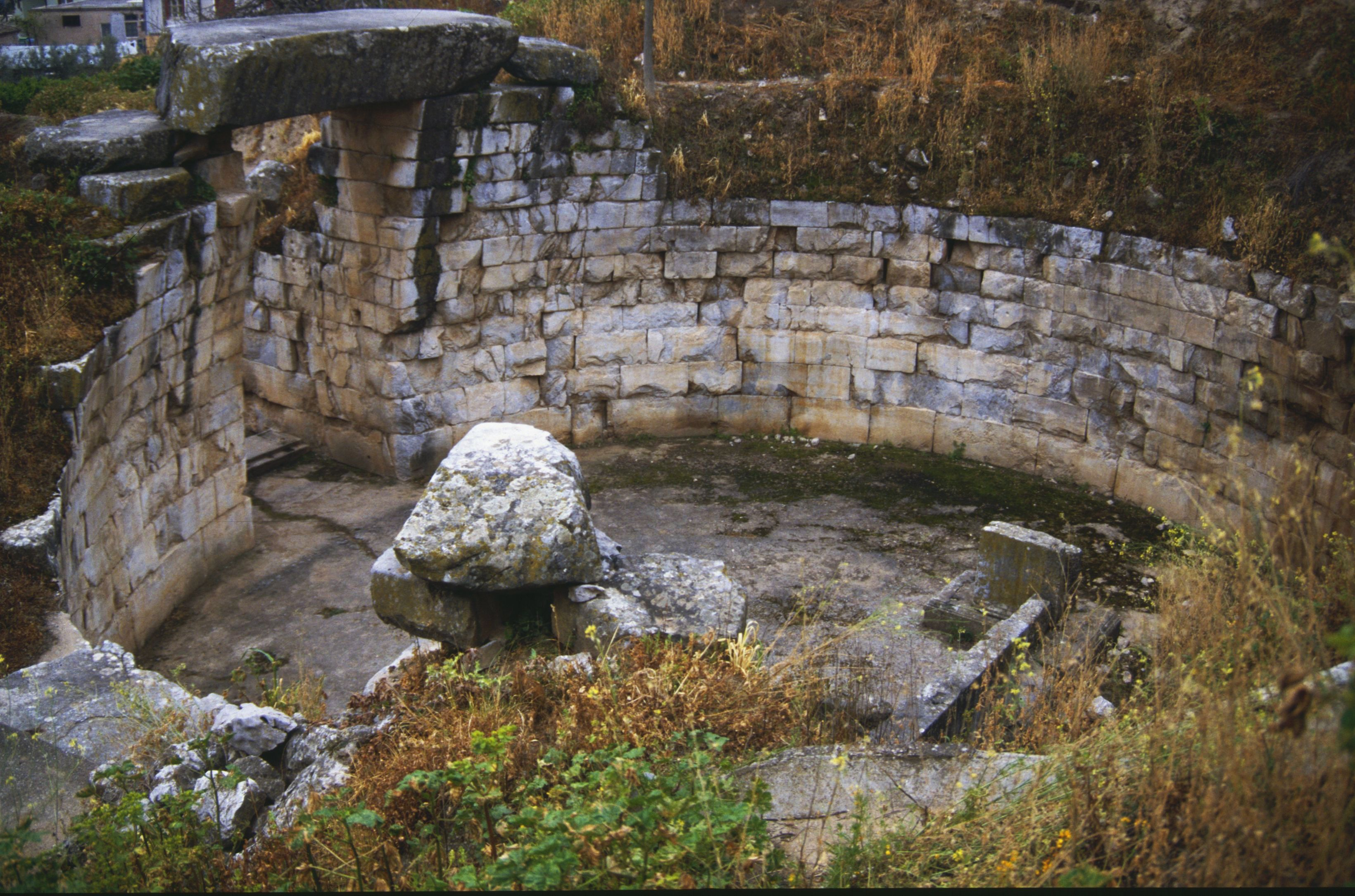
Гробница-толос Миния
Микенская гробница-толос известна как гробница Миния, мифического царя Орхомена. Расположена в Орхоменосе к юго-западу от древнего театра и монастыря Панайия в Скрипу. Относится к XIII веку до н. э. Один из лучших образцов микенской погребальной архитектуры, сравнима с сокровищницей Атрея. Предназначалась для царской семьи. Была разграблена.
Гробница была подземной и первоначальная длина дромоса была 30 метров. Вход в гробницу из известняка, высотой 5,46 метра и шириной 2,7 метра в нижней части и 2,43 метра в верхней части и закрывался деревянными воротами. Перемычка проема сохранилась, это монолитный камень длиной 6 метров и массой в несколько тонн. Тумулус круглый, диаметром 14 метров и такой же высоты. Верхний камень купола по Павсанию был сводным. В северо-восточной части гробницы вход высотой 2,12 метра в небольшую прямоугольную боковую комнату. В боковой комнате расписной потолок сохранился в отличном состоянии. В центре гробницы находится прямоугольный мраморный постамент длиной 5,73 метра, в эллинистический период использовался как место культовой статуи..

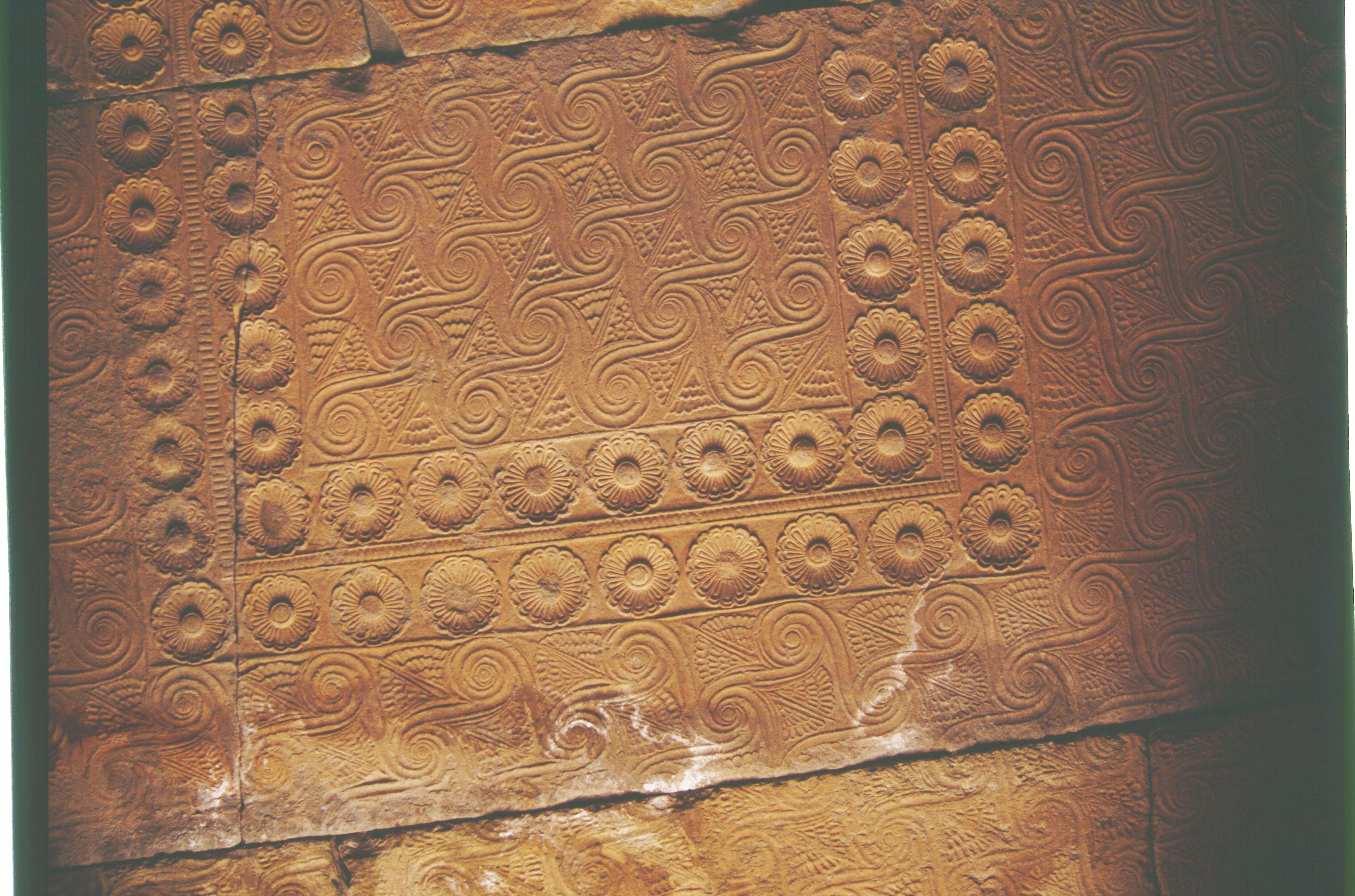
Расписной потолок в боковой комнате гробницы-толоса Миния

Гробница была в целости во II веке, когда была описана Павсанием. В начале XIX века путешественники сообщали о обрушенном куполе в Орхомене. В 1880—1886 годах Генрих Шлиман обнаружил гробницу-толос Миния. В 1893 году француз Андре де Риддер (André de Ridder) раскопал храм Асклепия и римские могилы. Баварская академия наук во главе с Генрихом Булле и Адольфом Фуртвенглером в 1903—1905 годах провела обширные раскопки. Анастасиос Орландос в 1914 году частично отреставрировал гробницу-толос Миния.
Древний театр
Раскопки в 1970—1973 годах продолжило Афинское археологическое общество под руководством Теодороса Спиропулоса и обнаружило микенский дворец, доисторическое кладбище и древний театр. Древний театр Орхомена расположен к северо-востоку от гробницы-толоса Миния. Построен в конце IV века до н. э. Был обнаружен в 1970-е годы при раскопках. Сохранились театрон, орхестра и часть скены. Использовался в римский период до IV века нашей эры.
Микенский дворец
Микенский дворец расположен к востоку от гробницы-толоса Миния. Состоит из трех зданий. Был украшен фресками. Дворец был разрушен около 1200 года до н. э.
Стены акрополя
Стены акрополя построены в IV веке до н. э. и находятся в восточной части горы Аконтиона (Аконтия).
Источник Харит

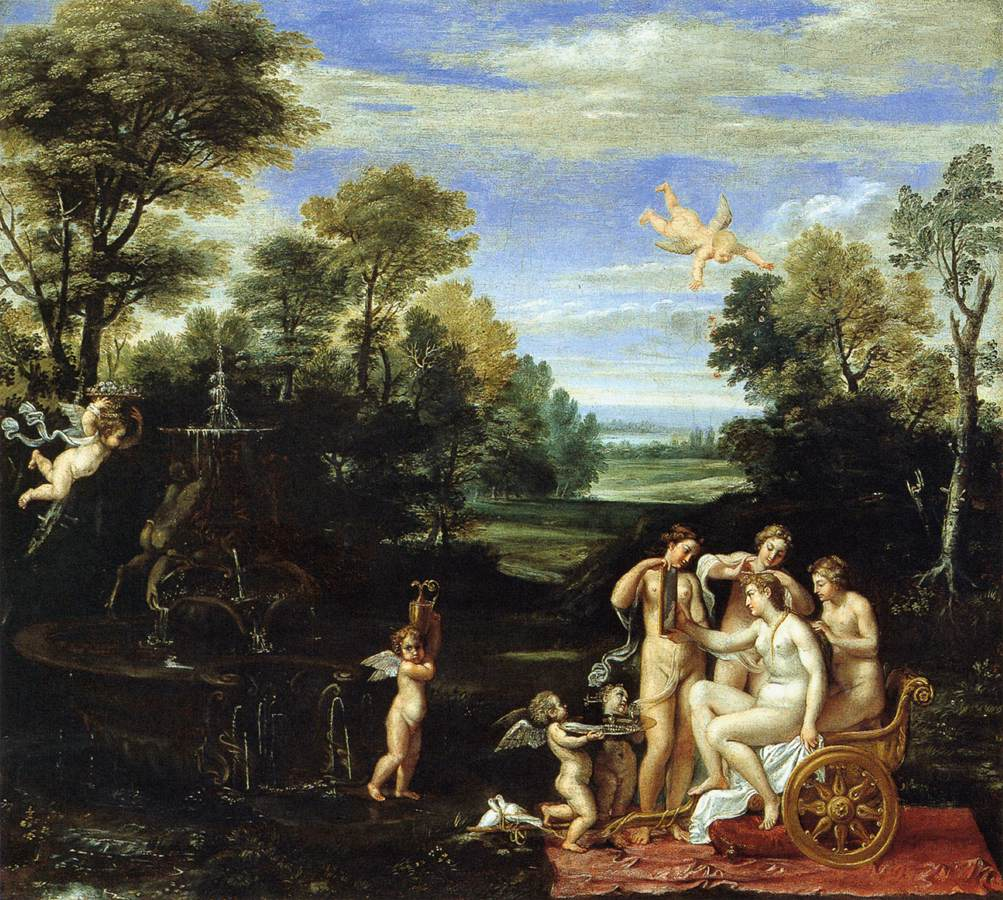
Франческо Альбани. «Туалет Венеры». Национальная пинакотека Болоньи

Источник Харит (греч. Πηγές των Χαρίτων, Πηγές Τριών Χαρίτων ή Ακιδαλία πηγή της Αφροδίτης) расположен к северу от гробницы-толоса Миния. Согласно греческой мифологии здесь родились хариты — дочери Зевса и Евриномы: Аглая, Евфросина и Талия. Источник в античности был известен также как Акидалия. Считалось, что в нём купалась Афродита. Источник Харит, вместе с озёрами Илики и Паралимни входит в сеть охранных участков «Натура 2000».

## Население
| Год  | Население, человек |
| ---- | ------------------ |
| 1991 | 5546               |
| 2001 | 5653               |
| 2011 | ↘ 5238             |